# Смайлович, Мишо
Драго (Мишо) Смайлович (босн. Mišo Smajlović; род. 28 октября 1938, Сараево) — югославский футболист и боснийский футбольный тренер. Возглавлял сборную Боснии и Герцеговины с 1999 по 2002 год.

## Карьера игрока
Карьера Мишо началась в столичном «Слога». В 1958 году, Смайлович подписал профессиональный контракт с «Железничаром», сыграв за него более 400 матчей и забив 241 гол. Если брать во внимание только официальные матчи, то он сыграл 190 игр и забил 97 голов. Мишо стал лучшим бомбардиром Первой лиги Югославии, в сезоне 1962/1963, с 18 голами.
Мишо был один из лучших нападающих Югославии того времени. В 1963 году состоялся дебют Смайловича в Сборной Боснии и Герцеговины. За неё он провел 4 матча, забив 1 гол. Забил он его, 27 октября 1963, в тов. матче против Сборной Румынии. Все журналисты называли его Джентльменом в бутсах. Из-за того, что Мишо играл в большом Югославском клубе, он мало получил право сыграть за сборную.
В 1967 году, Смайлович перешёл в бельгийский «Стандард». После полтора сезона, Мишо возвращается в Югославию, становясь игроком «Олимпии» из Любляны. Потом, в 1969 году, в «Челик» из Зеницы, где и завершил карьеру игрока.

## Карьера тренера
После игровой карьеры, Мишо стал тренером. Первым клубом, в качестве тренера, для него стал столичный «Железничар». В нём он также выполнял должность спортивного директора. Он сыграл важную роль в сохранение существования клуба, во время Боснийской войны.
В 1997 году, Мишо был назначен главным тренером молодёжной сборной Боснии и Герцеговины. После ухода в отставку Фарука Хаджибегича в октябре 1999 года, Смайлович был назначен и. о., но через несколько месяцев стал основным тренером сборной Боснии и Герцеговины. После окончания контракта в 2002, Мишо не стал продлевать контракт.
В настоящее время он живёт в Сараево, и не задействован в футболе.